# Waisale Serevi
Waisale Tikoisolomoni Serevi (Suva, 20 maggio 1968) è un ex rugbista a 15 figiano principalmente noto per i successi ottenuti in ambito internazionale nel rugby a 7, che hanno contribuito alla crescita e alla notorietà di tale disciplina, e che gli sono anche valsi nel 2013 l'introduzione nella IRB Hall of Fame Viene soprannominato The King of Sevens ed è attualmente il maggiore realizzatore di punti nelle edizioni finora disputate della Coppa del Mondo di rugby a 7 (297 punti realizzati in totale).

## Biografia
Terzo di cinque figli di una fervente famiglia cristiana di umili origini, Serevi cominciò ad appassionarsi del rugby da bambino dopo l'entusiasmante vittoria delle Figi 25-21 contro i British Lions durante il loro tour oltreoceano del 1977. Iniziò così ad allenarsi con una squadra locale e la forte passione per il rugby lo portò ad abbandonare presto gli studi.
Intrapresa oramai la carriera rugbistica, nel 1993 Serevi si sposò ed ebbe successivamente tre figli (due femmine e un maschio). Anch'egli, come la sua famiglia di origine, cristiano praticante, sugli scarpini e sulla maglia di gioco indossata durante le partite portava la scritta "Filippesi 4:13" alludendo alla citazione biblica "Io posso ogni cosa in Cristo che mi fortifica".
L'8 maggio 2007, mentre la sua carriera rugbistica volgeva al termine, Serevi venne nominato ispettore speciale di polizia nel locale commissariato figiano. L'Università Metropolitana di Leeds gli ha conferito una laurea onoraria in scienze dello sport per i suoi meriti sportivi.
Attualmente Waisale Serevi vive con la sua famiglia a Seattle, negli Stati Uniti d'America, dove alterna l'attività di allenatore a quella di promotore del rugby, oltre a essere attivo anche nell'ambito del sociale.

## Carriera rugbistica
Esile fisicamente, in tutta la sua carriera rugbistica i punti di forza di Serevi si dimostreranno essere la sua velocità e un caratteristico "passo dell'oca" che porterà a paragonarlo a David Campese.
Il 7 ottobre 1989 Serevi debuttò con la nazionale figiana di rugby a 15 nella partita vinta 76-0 contro il Belgio a Liegi, in cui segnò anche due mete. Lo stesso anno avvenne pure il debutto con la nazionale di rugby a 7 impegnata a disputare l'Hong Kong Sevens. Serevi fu convocato per la Coppa del Mondo di rugby 1991 giocando contro il Canada, partita in cui mise a segno un drop, e contro la Francia nella fase a gironi.
Terminata la sua esperienza di club nel rugby provinciale, nel 1993 Waisale Serevi si trasferì in Giappone per giocare con i Mitsubishi Dynaboars di Sagamihara. In questo stesso anno partecipò alla edizione inaugurale della Coppa del Mondo di rugby a 7 svoltasi allo stadio di Murrayfield.
Nel 1994 le squadre di rugby a 13 dei Canberra Raiders e dei Brisbane Crushers lo contattarono per giocare nella Australian Rugby League. Dato in procinto di accordarsi con i Crushers, alla fine Serevi decise di continuare a giocare con i Mitsubishi Dynaboars dopo un aumento dello stipendio e le pressioni della Chiesa Metodista figiana affinché non abbandonasse il rugby a 15. Serevi continuò a giocare con i Dynaboars fino al 1997, anno in cui si trasferì in Inghilterra per giocare con il Leicester per una stagione. A livello internazionale il 1997 fu l'anno del trionfo della nazionale figiana di rugby a 7 nell'edizione della Coppa del Mondo ospitata da Hong Kong, con Serevi capitano e grande trascinatore che mantenne la sua promessa di vincere l'ambita Melrose Cup.
Nel 1998 Waisale Serevi si stabilì in Francia per giocare con lo Stade Montois fino al 2003, l'anno seguente disputò una stagione con lo Stade Bordelais. Serevi venne selezionato nella nazionale di rugby a 15 convocata per la Coppa del Mondo di rugby 1999, edizione in cui le Figi approdarono in una fase di spareggio persa contro l'Inghilterra 45-24. Due anni più tardi prese parte alla terza edizione della Coppa del mondo di rugby a 7, dove i campioni uscenti delle Figi vennero eliminati in semifinale dall'Australia. Tuttavia l'anno seguente arrivò un nuovo successo nel sevens, con la medaglia d'argento conquistata ai Giochi del Commonwealth dopo la sconfitta in finale contro la Nuova Zelanda. La Coppa del Mondo di rugby 2003 fu l'ultima competizione mondiale iridata di rugby a 15 a cui Serevi prese parte, le Figi arrivarono terze dietro Scozia e Francia non riuscendo a superare la fase a gironi.
La nazionale figiana di rugby a 7, nuovamente guidata dal capitano Serevi, conquistò la sua seconda Melrose Cup sconfiggendo nella finale dell'edizione 2005 della Coppa del Mondo la Nuova Zelanda 29-19. L'evento fu di tale portata tanto che il Primo Ministro figiano Laisenia Qarase annunciò un giorno di festa nazionale per le relative celebrazioni. Dopo questo successo Serevi assunse anche il ruolo di allenatore della selezione figiana, pur continuando a giocare, mantenendolo fino al 2009. Il 2005 fu anche l'anno della medaglia d'oro conquistata ai Giochi mondiali. Gli ultimi successi internazionali che raccolse con la nazionale figiana di rugby a 7 furono la medaglia di bronzo ai Giochi del Commonwealth 2006 e la vittoria nell'edizione 2005-06 delle IRB Sevens World Series.
A livello di club, dopo avere giocato in Francia, Serevi tornò in Inghilterra per giocare nella squadra di Staines fino al 2008. Volle ufficialmente concludere la sua carriera rugbistica partecipando simbolicamente nel 2009 allo storico Melrose Sevens.

## Palmarès
- Coppe del mondo a VII: 2
Figi: 1997, 2005
- Giochi mondiali
Duisburg 2005: medaglia d'oro
- Giochi del Commonwealth
Manchester 2002: medaglia d'argento
Melbourne 2006: medaglia di bronzo